# Совка-лишайница
Совка-лишайница (лат. Moma alpium) — дневная бабочка из семейства совок, обитающая в Палеарктике.
Длина переднего крыла 16—18 мм. Размах крыльев 34—42 мм. Передние крылья серовато-зелёного цвета с чёрными ломанными линиями, напоминающими накипной лишайник. Передние крылья с тремя белыми продольными полосками, тремя черными поперечными линиями и черными точками. Задние крылья серо-бурого цвета, в заднем углу имеют два белых глазка.
Активна в тёмное время суток. Населяет смешанные и лиственные леса, опушки лесов, парки, болотистые безлесные пространства. Лёт с мая по сентябрь в зависимости от местоположения.
Гусеницы тёмно-серого, почти чёрного цвета, с тремя широкими красно-желтыми пятнами на спине и с многочисленными красными бородавками, покрытыми желтыми полосками. Гусеницы питаются листьями дуба, европейского бука, осины, рябины, черного тополя, берёзы и других лиственных деревьев, встречаются с июня до сентября. Куколка темно-бурая, в светлом коконе.